# Прагматичне клінічне дослідження
Прагматичне клінічне дослідження (ПКД), яке іноді називають практичним клінічним дослідженням, — це клінічне дослідження, яке зосереджується на кореляції між лікуваннями та результатами в реальній практиці системи охорони здоров'я, а не на доведенні причин результатів, що вимагає ретельного аналізу з настільки суворими критеріями включення та виключення, що це створює ризик того, що результати дослідження можуть стати невідповідними більшій частині реальної практики.

## Приклади
Типовим прикладом є те, що протидіабетичні ліки в реальному світі часто приймаються людьми з діабетичною патологією нирок (прихованою або явною). Якщо дослідження дієвості та безпеки цих ліків проводиться без участі людей з нирковими хворобами (для «чистоти» експерименту), результати можуть погано відображати те, що насправді відбудеться в повсякденній практиці.
Таким чином, ПКД входять у протиріччя із пояснювальними клінічними випробуваннями, які більше зосереджуються на пояснення причиново-наслідкових зв'язків. Прагматичні клінічні дослідження разом із пояснювальними дослідженнями формують спектр або континуум, а не дихотомію (кожне дослідження може схилятися до одного або іншого виду), але ця різниця, тим не менш, важлива у доказовій медицині (ДМ), оскільки лікарі виявили, що ефекти лікування у пояснювальних клінічних дослідженнях не завжди відповідають результатам рутинної практики.
Особи, що ухвалюють рішення (зокрема окремі лікарі, які вирішують, що робити далі для конкретного пацієнта, розробники клінічних рекомендацій та керівники системи питань охорони здоров'я) заохочують створення кращої доказової бази для обґрунтування рішень, закликаючи проводити більше ПКД.

## Відмінність від інших форм досліджень
Відмінності між прагматичними та пояснювальними дослідженнями не є тими самими, як між рандомізованими та нерандомізованими дослідженнями. Будь-яке дослідження може бути як рандомізованим, так і нерандомізованим і мати будь-який ступінь прагматичної та пояснювальної сили, залежно від плану дослідження, причому рандомізація є найкращим методом, якщо це можливо.
Однак більшість рандомізованих контрольованих досліджень (РКД) на сьогодні схиляються до пояснювальної сторони прагматично-пояснювального спектра, значною мірою через значущість, яка традиційно надається доведенню причиново-наслідкових зв'язків шляхом «очищення експерименту» як частини доведення ефективності, але іноді також через «спроби мінімізації вартості та максималізації ефективності призвели до зменшення розміру вибірки».
Рух у напрямку підтримки прагматичних рандомізованих контрольованих досліджень (ПРКД) надає надію отримати переконання, що гроші, витрачені на РКД, витрачаються правильно, надаючи інформацію, яка насправді має значення для реальної практики, незалежно від остаточного розв'язання певних причиново-наслідкових зв'язків. Це прагматичний елемент планів таких досліджень. Таким чином ПРКД важливі для порівняльних досліджень ефективності лікування, часто (хоча і не завжди) розрізняють дієвість (efficacy) та ефективність (effectiveness), при цьому дієвість передбачає доведення причиново-наслідкові зв'язків, шляхом очищення експерименту від інших змінних (ми точно знаємо, що препарат X лікує захворювання Y за механізмом дії Z), у той час, як ефективність передбачає кореляцію з результатами, незалежно від наявності інших змінних (ми точно знаємо, що люди, які приймають препарат А в ситуації, подібній до Х, мають, як правило, трохи кращі результати, ніж ті, хто приймають препарат Б, і навіть якщо ми можемо тільки здогадуватись, чому це так, причиново-наслідковий зв'язок не такий важливий).
Пояснення залишаються важливими, як і традиційні дослідження дієвості, оскільки ми все ще цінуємо знання причиново-наслідкових зв'язків, що покращує наше розуміння молекулярної біології та зберігає нашу здатність відрізняти реальну дієвість від ефектів плацебо. Що стало очевидним в епоху передових медичних технологій, так це те, що ми також повинні знати порівняльну ефективність прикладних наукових методів у повсякденній медичній практиці. Це необхідно для найкращого використання наших обмежених ресурсів. І очевидно, що пояснювальні докази, такі як докази in vitro та навіть докази in vivo з клінічних досліджень із жорсткими критеріями виключення, часто самі по собі недостатні у виконанні цього завдання.